# Ibiza trance
Ibiza trance eller Balearic beat er en undergenre af trance. Dens oprindelse stammer fra midten af 1990'erne hvor det blev mere og mere almindeligt at spille trance på europæiske natklubber, især på Ibiza i Spanien. Genren beskrives ofte som en meget sommerlig genre, hvilket betyder at tracksne er gode at lytte til om sommeren. Tempoet er normalt lidt højere end normal trance, og der er ikke de helt samme flydende synths som kendetegner et normalt trance track.